# بيل آدامز
بيل آدامز (بالإنجليزية: Bill Adams)‏ (1 يناير 1921 ببليموث في المملكة المتحدة - 1 يناير 1997 ببليموث في المملكة المتحدة) هو لاعب كرة قدم بريطاني (وحمل سابقاً جنسية المملكة المتحدة لبريطانيا العظمى وأيرلندا) في مركز الدفاع. لعب مع نادي بليموث أرجايل.